# 中井 (新宿區)

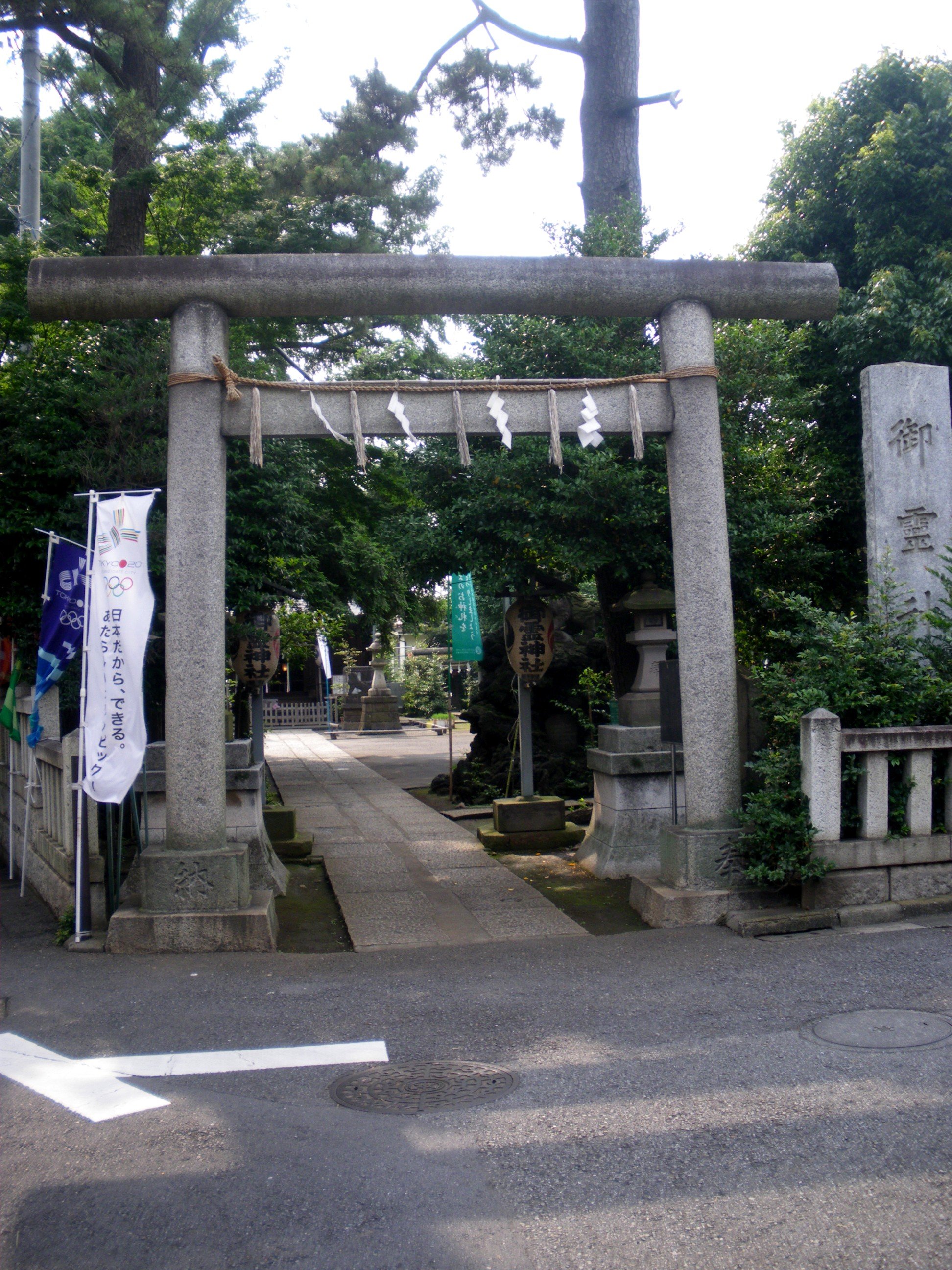
中井御靈神社

中井（日语：／ Nakai */?）是東京都新宿區的町名。現行行政地名為中井一丁目與中井二丁目。2013年8月1日為止的人口有4,672人。郵遞區號為161-0035。

## 地理
位於新宿區西北部。町域東北端有新目白通與山手通交會。町域北鄰新宿區中落合四丁目，東與新宿區中落合一丁目之間以山手通為界，町域西部與南部以妙正寺川為界接中野區上高田與新宿區上落合。町域內以住宅地為主。東端有西武新宿線、都營地下鐵大江戶線中井站。其中西武新宿線中井站位在中落合一丁目，都營大江戶線中井站位在上落合二丁目，都不在中井。

## 歷史

### 沿革
- 1878年 - 郡區町村編制法施行，為南豐島郡下落合村字中井。
- 1889年 - 町村制施行，為南豐島郡（1896年起改稱豐多摩郡）落合村大字下落合。字中井繼續沿用。
- 1924年 - 町制施行。落合町大字下落合字中井。
- 1932年 - 落合町編入東京市，為淀橋區下落合一丁目～五丁目。字中井消滅。
- 1947年 - 淀橋區與四谷區、牛込區合併成立新宿區。新宿區下落合一丁目～五丁目。
- 1965年 - 住居表示實施，成立中井一丁目、中井二丁目。
  - 下落合四丁目部分區域、下落合五丁目、上落合二丁目部分區域→中井一丁目
  - 下落合三丁目部分區域、下落合四丁目部分區域→中井二丁目

### 地名由來
町名來自於中井站。關於中井的由來有以下說法：
- 台地中的水井（井戸）。
- 中井的「中」是指上落合與下落合的中間，「井」意為落合台地山腳下多水井（井戸）。
- 介於上、下落合之間適合居住而稱「中居」，後誤傳為中井。

## 設施
- 落合公園
- 新宿區立林芙美子紀念館
- 中井富士見橋

## 備註
1. ↑  『角川日本地名大辞典 13　東京都』、角川書店、1991年再版、P876
2. ↑  .   [2013-08-10]. （原始内容存档于2014-08-19）.

## 外部連結
- 新宿區役所（页面存档备份，存于）